# Ikommonoliterna

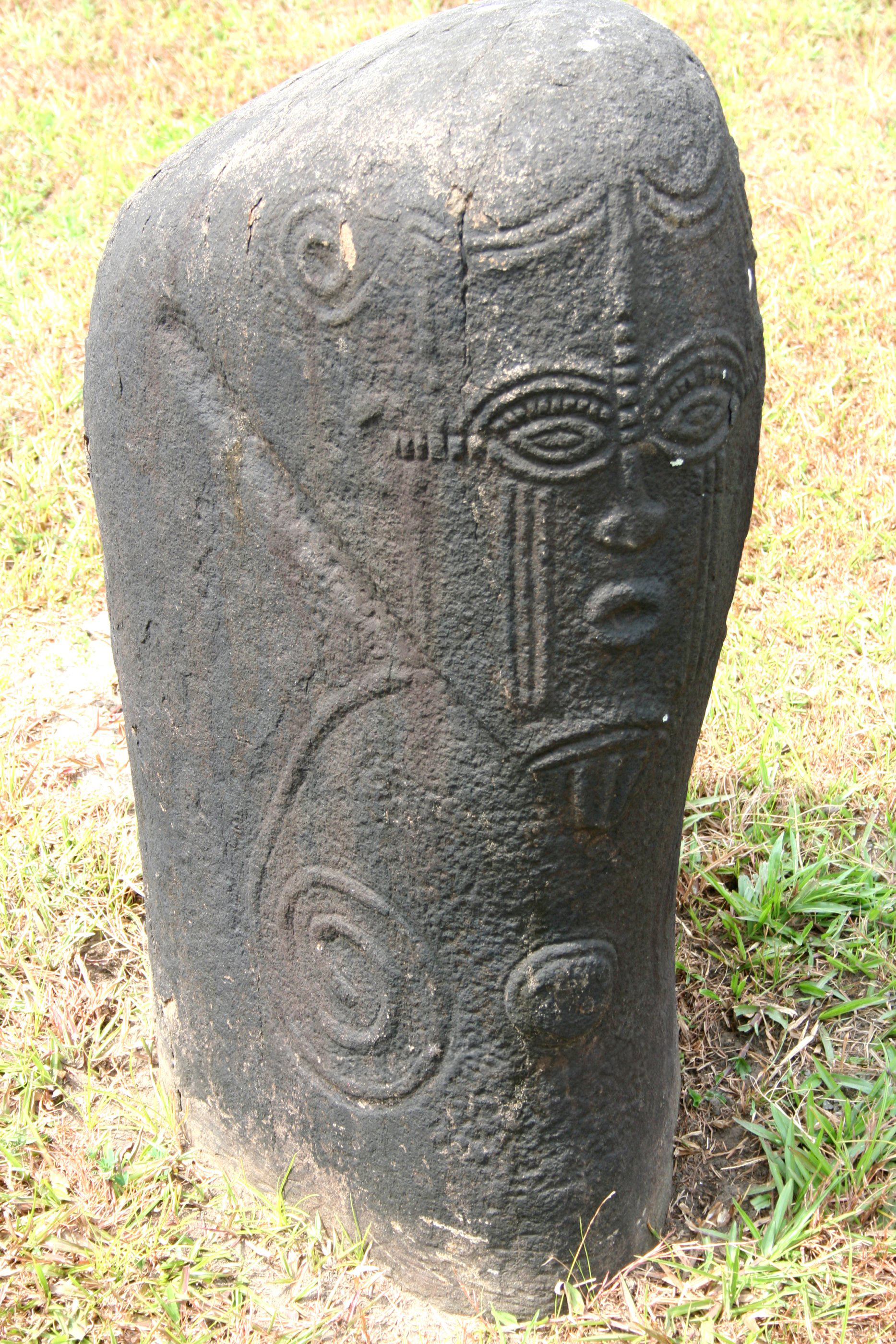

Ikommonoliterna är en serie vulkanstensmonoliter av okänd ålder (baserat på dateringar med C14-metoden, mellan uppkomna mellan 200 och 1850). De är mellan 0,3 och 1,8 meter höga och är lagda i ett 30-tal cirklar omkring Alok i området Ikom i delstaten Cross River i Nigeria.
Monoliterna är falliska och en del har stiliserade ansikten liksom dekorativa mönster och inskriptioner. Då de är utsatta för extrema väderförhållanden riskerar de förstöras av erosion och förfall. År 2012 sattes de upp på World Monuments Funds lista över hotade platser och är sedan 8 oktober 2007 uppsatta på Nigeria tentativa världsarvslista.